# Redbone
Redbone is een Amerikaanse popgroep uit de jaren zeventig. De naam betekent gemengde afkomst en verwijst naar de (deels) indiaanse afkomst van de groepsleden.

## Geschiedenis
De groep werd in 1968 in Los Angeles opgericht door de broers Pat Vegas (basgitaar en zang) en Lolly Vegas (gitaar en zang), twee "Native Americans" die geboren werden als de Mexicaans-Amerikaanse gebroeders Vasquez-Vegas van Yaqui- en Shoshone-afkomst. Groepslid Tony Bellamy (gitaar, piano en zang; eigenlijke naam: Tony Avrilla) is van deels indiaanse afkomst, en drummer Pete "Last Walking Bear" DePoe is een Cheyenne-indiaan. Redbone maakte commerciële popmuziek met latin- en cajun- invloeden. De nummers werden geschreven door de gebroeders Vegas die vanaf het begin van de jaren zestig ervaring hebben opgedaan als sessiemuzikanten en liedjesschrijvers, en in 1964 voor een ABC-televisieserie hebben gewerkt.
Redbone tekende in 1969 een contract met het Epic-label en werd ruim een jaar later, in begin 1971, bekend door de single Maggie. Andere hits zijn: The Witch Queen of New Orleans (1971), We Were All Wounded at Wounded Knee (1973; geschreven over het bloedbad van Wounded Knee) en Come and Get Your Love (1974). In 1970 zou de groep verschijnen op het laatste Isle of Wight Festival, maar het optreden kwam niet tot stand. 
De groep is nog steeds actief, met Pat Vegas als enige originele groepslid. Pete DePoe werd in 1973 vervangen door Butch Rillera, die de groep in 1975 verliet. Lolly Vegas verliet de groep in 1995 na een beroerte (en is overleden op 4 maart 2010, op 70-jarige leeftijd); iets later verliet ook Tony Bellamy (overleden op 25 december 2009) de groep.

## Discografie

### Albums
| Album met eventuele hitnotering(en) in de Nederlandse Album Top 100 | Datum van verschijnen | Datum van binnenkomst | Hoogste positie | Aantal weken | Opmerkingen                                 |
| ------------------------------------------------------------------- | --------------------- | --------------------- | --------------- | ------------ | ------------------------------------------- |
| Redbone                                                             | 1970                  | -                     |                 |              |                                             |
| Potlatch                                                            | 1970                  | -                     |                 |              |                                             |
| The witch queen of New Orleans                                      | 1972                  | -                     |                 |              | In USA uitgebracht als: Message from a drum |
| Already here                                                        | 1973                  | -                     |                 |              |                                             |
| The best of Redbone                                                 | 1973                  | 07-07-1973            | 2               | 14           | Verzamelalbum                               |
| Wovoka                                                              | 1974                  | -                     |                 |              |                                             |
| Beaded Dreams Through Turquoise Eyes                                | 1974                  | -                     |                 |              |                                             |
| Come & get your Redbone                                             | 1975                  | -                     |                 |              | Verzamelalbum                               |
| The best of Redbone                                                 | 1976                  | -                     |                 |              | Verzamelalbum                               |
| Cycles                                                              | 1978                  | -                     |                 |              |                                             |
| The very best of Redbone                                            | 1991                  | -                     |                 |              | Verzamelalbum                               |
| Redbone Live                                                        | 1994                  | -                     |                 |              | Livealbum                                   |
| Great songs (Come and get your love)                                | 1995                  | -                     |                 |              | Verzamelalbum                               |
| Golden classics                                                     | 1996                  | -                     |                 |              | Verzamelalbum                               |
| To the bone                                                         | 1998                  | -                     |                 |              | Verzamelalbum                               |
| Redbone and Wet Willie: Take two                                    | 2002                  | -                     |                 |              |                                             |
| The essential Redbone                                               | 2003                  | -                     |                 |              | Verzamelalbum                               |
| One world                                                           | 2005                  | -                     |                 |              |                                             |

### Singles
| Single met eventuele hitnotering(en) in de Nederlandse Top 40 | Datum van verschijnen | Datum van binnenkomst | Hoogste positie | Aantal weken | Opmerkingen |
| ------------------------------------------------------------- | --------------------- | --------------------- | --------------- | ------------ | ----------- |
| Maggie                                                        | 1971                  | 23-01-1971            | 18              | 4            |             |
| The witch queen of New Orleans                                | 1971                  | 23-10-1971            | 7               | 14           | Alarmschijf |
| Maggie                                                        | 1972                  | 22-01-1972            | 15              | 6            |             |
| Fais do                                                       | 1972                  | 18-11-1972            | 6               | 11           |             |
| Poison Ivy                                                    | 1973                  | 24-02-1973            | tip11           | -            |             |
| We were all wounded at Wounded Knee                           | 1973                  | 19-05-1973            | 1(5wk)          | 15           |             |
| Wovoka                                                        | 1973                  | 20-10-1973            | 3               | 8            |             |
| Come and get your love                                        | 1974                  | 02-03-1974            | 22              | 4            |             |
| One more time                                                 | 1974                  | 05-10-1974            | 22              | 5            |             |
| Suzi girl                                                     | 1975                  | 08-03-1975            | 38              | 2            |             |

### NPO Radio 2 Top 2000
| Nummers met noteringen in de NPO Radio 2 Top 2000 | '99  | '00 | '01  | '02  | '03  | '04  | '05  | '06  | '07  | '08  | '09  | '10  | '11  | '12 | '13  | '14  | '15  |
| ------------------------------------------------- | ---- | --- | ---- | ---- | ---- | ---- | ---- | ---- | ---- | ---- | ---- | ---- | ---- | --- | ---- | ---- | ---- |
| The Witch Queen of New Orleans                    | 1827 | -   | 1712 | 1793 | 1915 | 1906 | 1725 | -    | -    | -    | -    | -    | -    | -   | -    | -    | -    |
| We Were All Wounded at Wounded Knee               | 893  | 711 | 916  | 1062 | 759  | 819  | 959  | 1138 | 1427 | 1036 | 1456 | 1578 | 1451 | -   | 1995 | 1647 | 1850 |

1. ↑  Een '-' betekent dat het nummer niet was genoteerd en een vetgedrukt getal geeft de hoogste notering van een nummer aan.
2. ↑  Deze tabel is bijgewerkt tot en met de laatste editie (2024).